# Крайт жовтоголовий
Крайт жовтоголовий (Bungarus flaviceps) — отруйна змія з роду Крайтів родини Аспідові. Має 2 підвиди.

## Опис
Загальна довжина сягає 1,5—2,1 м. Закруглена голова не відокремлена від шиї, довгий та стрункий тулуб закінчується коротким хвостом. Має досить маленькі отруйні зуби. По спинні тягнуться 13 поздовжніх рядків луски. Голова має жовтий або рудий, червоний колір. Уздовж спини тягнеться кіль, утворений великою шестикутною лускою. Забарвлення дуже контрастне — по темному фону йдуть жовті або білі поздовжні смуги.

## Спосіб життя
Полюбляє дощові гірські ліси, сухі місцини, чагарники, купи хмизу, дуже часто заповзає на оброблювані землі, у двори, до будинків. Зустрічається біля водойм, непогано плаває. Активний уночі. Харчується жабами, сцинками, ссавцями, безногими земноводними, ящірками.
Це яйцекладна змія. Самиця відкладає до 12 яєць.

## Отруйність
Найнебезпечніший отруйна змія. Отрута найсильніша у світі. Має нейротоксичну властивість. Небезпека посилюється досить агресивних характером цієї змії, а також її схильністю триматися біля житла людини.

## Розповсюдження
Мешкає в Австралії, Малайзії, Індонезії, Таїланді, В'єтнамі, Камбоджі, М'янмі .

## Підвиди
- Bungarus flaviceps flaviceps
- Bungarus flaviceps baluensis